# Herbert B. Callen
Herbert B. Callen (* 1. Juli 1919 in Philadelphia; † 22. Mai 1993 in Merion, Pennsylvania) war ein US-amerikanischer theoretischer Physiker. Er ist in den USA bekannt für sein 1960 erschienenes Lehrbuch über Thermodynamik.

## Leben
Herbert Callen studierte an der Temple University und promovierte am Massachusetts Institute of Technology. Im Zweiten Weltkrieg arbeitete er im Manhattan-Projekt. Ab 1948 war er an der University of Pennsylvania, wo er 1956 Professor wurde. 1951 bewies er mit Theodore Welton das Fluktuations-Dissipations-Theorem. 1985 wurde Callen emeritiert.
1984 gewann Herbert Callen die Cresson Medal des Franklin Institute in Philadelphia. 1990 wurde er Mitglied der National Academy of Sciences. Callen war verheiratet und hatte einen Sohn und eine Tochter.

## Schriften
- Thermodynamics and an introduction to Thermostatistics. 2. Auflage, Wiley 1985, ISBN 0-471-86256-8 (zuerst 1960 als Thermodynamics - an introduction to the physical theory of equilibrium thermostatics and irreversible thermodynamics)